# Czechy na Halowych Mistrzostwach Świata w Lekkoatletyce 2010
Reprezentacja Czech na halowe mistrzostwa świata 2010 liczyła 21 zawodników.

## Mężczyźni
- Bieg na 800 m
  - Jakub Holuša

- Bieg na 60 m przez płotki
  - Petr Svoboda
  - Martin Mazáč

- Skok wzwyż
  - Jaroslav Bába

- Skok o tyczce
  - Michal Balner

- Pchnięcie kulą
  - Jan Marcell

- Siedmiobój
  - Roman Šebrle

- Sztafeta 4 x 400 m
  - Josef Prorok, Theodor Jareš, Jiří Vojtík, Pavel Jiráň, Richard Svoboda

## Kobiety
- Bieg na 800 m
  - Lenka Masná

- Bieg na 60 m przez płotki
  - Lucie Škrobáková

- Skok wzwyż
  - Iva Straková

- Skok o tyczce
  - Jiřina Ptáčníková
  - Pavla Rybová

- Sztafeta 4 x 400 m
  - Zuzana Hejnová, Denisa Rosolová, Zuzana Bergrová, Jitka Bartoničková